# Autostrada A4 (Romania)
La autostrada A4, o Tangenziale di Costanza (in rumeno: Centura Constanța), è un'autostrada della Romania tangente alla città portuale di Costanza.

## Tabella percorso
| A4 TANGENZIALE DI COSTANZA |                                               |      |      |           |
| Tipo                       | Indicazione                                   | ↓km↓ | ↑km↑ | Distretto |
|                            | Strada DN2A - Ovidiu                          | 0,0  | ..   | Costanza  |
|                            | Strada DN3C                                   | 0,2  | ..   | Costanza  |
|                            | Area di sosta                                 | 4,0  | ..   | Costanza  |
|                            | Costanza Nord - Palazu Mare                   | 5,7  | ..   | Costanza  |
|                            | Costanza Ovest - Murfatlar Strada DN3         | 10,6 | ..   | Costanza  |
|                            | per Bucarest                                  | 12,7 | ..   | Costanza  |
|                            | Costanza Sud - Agigea - Mangalia Strada DN39A | 19,9 | ..   | Costanza  |
|                            | Porto di Costanza Strada DN39A                | 22,0 | 0,0  | Costanza  |